# サイド・レイズ
サイド・レイズ(side raise)はウエイトトレーニングの基本的種目の一つ。ダンベル、もしくはそれに類するものを両手に持ち、腕は伸展させたまま肩関節の力だけで首の高さまで挙上するもので、ショルダー・フライ(shoulder fly)とも呼ばれる。三角筋・僧帽筋の筋肥大を促し、筋力を高めることができる。

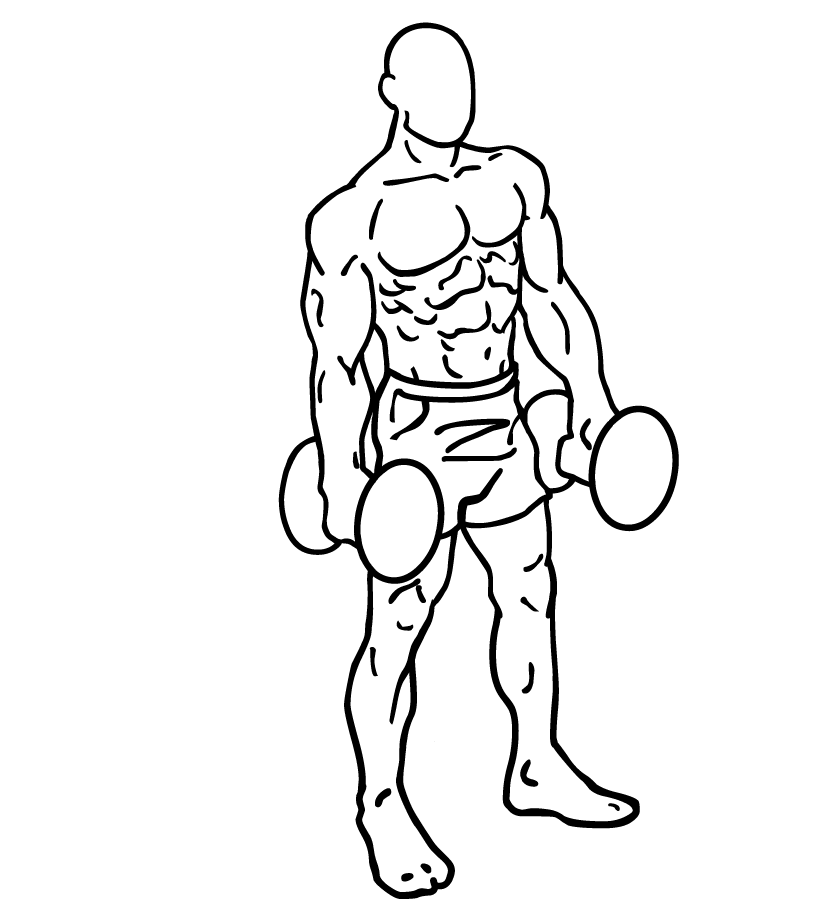
ダンベル・サイド・レイズ(スタート)

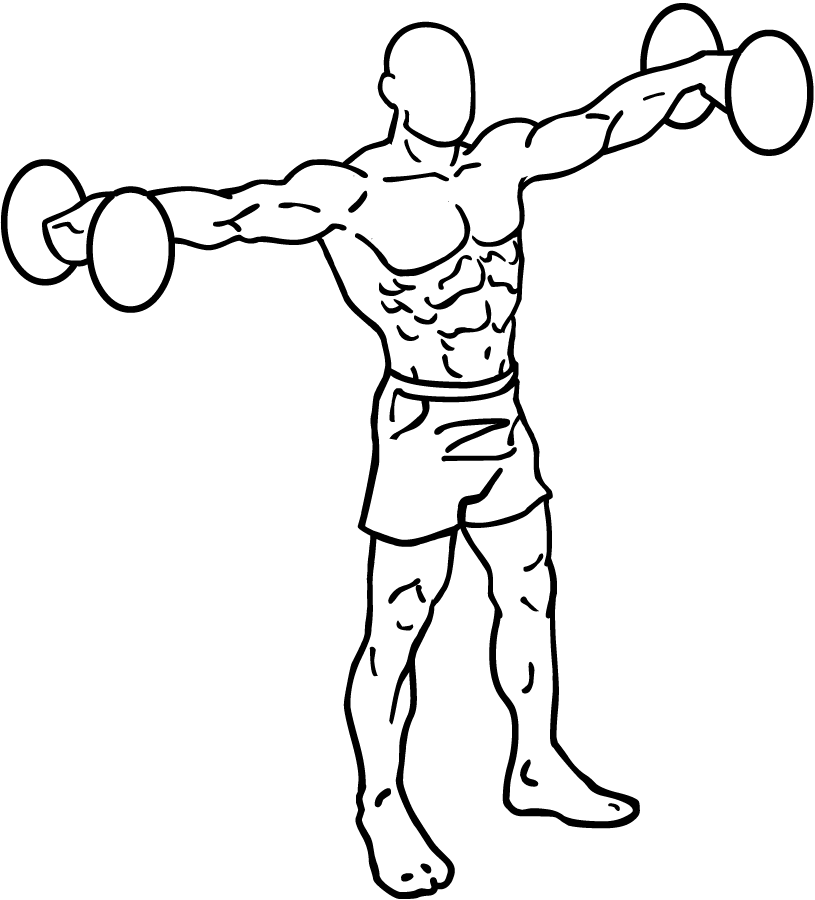
ダンベル・サイド・レイズ(フィニッシュ)

## 具体的動作

### ダンベル・サイドレイズ
1. 適当な重量のダンベルを体側につけて両手に持つ。肩幅かそれよりやや広く両足を開いて直立する。
2. 肘をやや曲げたまま、ダンベルを真横に持ち上げていく。
3. 肩よりやや高く、首の高さまで持ち上げたところでダンベルを1秒程度キープしてから下ろしていく。下ろすときも肘は伸ばしたまま。
4. 1~3を繰り返す。

### シーテッド・サイドレイズ
ダンベル・サイドレイズを座って行うシーテッド・サイドレイズもある。
一回の動作にかける時間はトレーニングの目的によりさまざまだが、パンプ目的で行うなら軽めの重量でテンポよく、1セットにつき30回を目指して行い、セット間のインターバルは短く、20秒程度。あまりにも急激な動作は肩関節に負担を与えることになり、初心者には好ましくない。

### ワンハンド・サイドレイズ
1. 片手にダンベルを持ち、もう片方の手はインクラインベンチの背もたれに添える。
2. 肘をやや曲げたまま、ダンベルを真上に持ち上げる。
3. 2と逆の動作を行い、1の体勢に戻る。
4. 2~3を繰り返す。

### インクライン・ダンベル・サイドレイズ
1. インクラインベンチの背もたれを40°程度に起こしておく。
2. 片手にダンベルを持ち、膝を曲げてベンチのシートに乗せ、背もたれに横向きに寄りかかる。ダンベルを持った方の手は体の前に下ろしておく。手の平は正面に向ける。
3. 肘をやや曲げたまま、ゆっくりと手を内側にひねりながら、脇が90°になるまで挙げていく。挙がりきった時点で手の平が下を向いているようにすること。
4. 3と逆の動作を行い2の体勢に戻る。
5. 3~4を繰り返す。

### ケーブル・サイドレイズ
1. ロープーリーにハンドルを取り付けて片手に持ち、ロープーリーに対して横向きに立つ。
2. ハンドル（アタッチメント）を持っている方の手を、肘をやや曲げたまま真横に上げていく。
3. 肩の高さまで上げたら逆の動作で1の体勢に戻る。
4. 2~3を繰り返す。

### ケーブル・ビハインドネック・サイドレイズ
1. ロープーリーにハンドルを取り付けて両後ろ手に持ち、実施する側の足に重心を乗せる。肘はやや曲げる。
2. 体幹からではなく腕から動かし、腕をたたむようにしながら手を肩まで上げる。
3. 畳んだ腕を元に戻すようにしながら手を下す。
4. 2~3を繰り返す。

### 山本式シーテッド・ダンベル・サイドレイズ
ボディビルダー兼トレーナーの山本義徳が考案したサイドレイズ。
通常のシーテッド・サイドレイズよりも軽い重量で効かせることができる。
通常のサイドレイズのように上体をまっすぐ起こして腕を真横に上げた場合、横から見ると三角筋の筋線維は斜め後ろに向いている。
重力の方向を考えると、この状態でのサイドレイズは非効率的である。
三角筋中部が地面と平行になるようにするには上体を前傾させる必要がある。
1. フラットベンチの座面に長座する（足から尻までが座面に乗るようにする）。
2. 体側にダンベルを構え、上体を少し前傾させる。
3. 肘をやや曲げたまま、ダンベルを真横に上げていく。
4. 肩の高さまで上げたら逆の動作で2の体勢に戻る。
5. 3~4を繰り返す。

### ベンチサポーティッド・ダンベル・サイドレイズ
原理は山本式シーテッド・サイドレイズと同じ。
1. 両手にダンベルを持ち、70°程度に背もたれを起こしたインクラインベンチにうつ伏せに寄りかかる。
2. 肘をやや曲げたまま、ダンベルを真横に上げていく。
3. 肩の高さまで上げたら逆の動作で1の体勢に戻る。
4. 2~3を繰り返す。

### ダンベル・サイドレイズ (山本スペシャル)
山本義徳が考案したサイドレイズ。
高重量・低回数のトレーニングで速筋線維を追い込んだ後に間髪入れず低重量・高回数のトレーニングで遅筋線維を追い込んでいるうちに速筋線維の機能が回復しているという筋肉の性質を使用したトレーニングである。
強いパンプアップが起こる。
1セットを終えた時点で限界まで追い込んでいればよく、必ずしも目標回数を達成できる必要は無い。
きついトレーニングなので何セットも行わなくて良い。
1. シーテッド・サイドレイズを6~8回ぎりぎりの重量で行う。
2. 即座に1の30%程度の重さのダンベルに持ち替え、同様に20回行う。
3. 即座に1の60%程度の重さのダンベルに持ち替え、同様に6~8回行う。
4. 即座に1の30%程度の重さのダンベルに持ち替え、同様に20回行う。

### ラテラルレイズ
肱パッドが付いているタイプのマシンで行うサイド・レイズ。肘を引き出すときにパッドと肩を一体化させて動作する。